# Beno Gutenberg
Beno Gutenberg, född 4 juni 1889 i Darmstadt, död 25 januari 1960 i Pasadena, Kalifornien, var en tysk geofysiker.
Gutenberg blev 1924 privatdocent, 1926 professor i Frankfurt am Main, och har utvecklat en stor författarverksamhet på olika områden inom geofysiken och utgav från 1926 tillsammans med en mängd medutgivare  Hanbuch der Geophysik (10 band) samt Lehrbuch der Geophysik (1929). 
År 1949 invaldes han i svenska Vetenskapsakademien.